# Microsoft Exchange Server
Microsoft Exchange Server （マイクロソフト エクスチェンジ サーバー） は、マイクロソフトの開発したグループウェア / 電子メール製品。Microsoft Serversの一部であり、マイクロソフト製品を採用している企業で広く使われている。対応しているオペレーティングシステムはWindows Serverのみである。Exchangeの主な機能は、電子メール / 予定表 / 連絡先などの共有と携帯機器やウェブからの情報アクセスサポート、さらにデータ格納サポートである。主にMAPIと呼ばれるプロトコルを通じて電子メールクライアントと通信するが、POP3、IMAP4、Exchange ActiveSync、SMTPなども使うことができる。

## 歴史

### バージョン履歴
| リリース名                           | ビルドバージョン | 内部バージョン | リリース日(英語版) | メインストリームサポート終了日 | 延長サポート終了日 |
| ------------------------------------ | ---------------- | -------------- | ------------------ | ------------------------------ | ------------------ |
| 4.0                                  | 4.0.x            | –              | 1996-05-01         | N/A                            | N/A                |
| 5.0                                  | 5.0.x            | –              | 1997-05-23         | 2003-12-31                     | 2006-01-10         |
| 5.5                                  | 5.5.x            | –              | 1998-03-20         | 2003-12-31                     | 2006-01-10         |
| 2000                                 | 6.0.x            | –              | 2000-11-29         | 2005-12-31                     | 2011-01-11         |
| 2003                                 | 6.5.x            | –              | 2003-09-28         | 2009-04-14                     | 2014-04-08         |
| 2007                                 | 8.[0123].x       | 8.0[0123].x    | 2007-03-08         | 2012-04-10                     | 2017-04-11         |
| 2010                                 | 14.[0123].x      | 14.0[0123].x   | 2009-11-09         | 2015-01-13                     | 2020-10-13         |
| 2013                                 | 15.0.x           | 15.00.x        | 2013-09-01         | 2018-10-04                     | 2023-11-04         |
| 2016                                 | 15.1.x           | 15.01.x        | 2015-10-01         | 2020-10-13                     | 2025-10-14         |
| 2019                                 | 15.2.x           | 15.02.x        | 2018-10-22         | 2023-12-31                     | 2025-10-14         |
| サポート終了サポート中現行バージョン |                  |                |                    |                                |                    |

マイクロソフトが従来のXENIXベースのメッセージングシステムからExchange Serverへの移行を開始したのは1993年4月であり、1995年1月には約500ユーザーが Exchange Server Beta 1 を使用していた。1996年4月までに 32,000 ユーザーが移行した。

### Exchange Server 4.0
英語版は1996年3月、日本語版は1996年6月11日にリリースされた。社外に販売するようになった最初のバージョンであり、Microsoft Mail 3.5の後継とされた。ただし、Exchange Serverは全く新しいX.400ベースのクライアントサーバ型メールシステムであり、単一のデータベースとX.500ディレクトリサービスをサポートしていた。Exchange Serverで使われていたディレクトリは後にActive DirectoryというLDAP準拠ディレクトリサーバとなった。Active DirectoryはWindows 2000に導入された。2年間で5つのサービスパックがリリースされた。BackOffice 2.0/2.5にも同梱された。

### Exchange Server 5.0
英語版、日本語版とも1997年5月23日にリリースされた。Exchange Administrator コンソールが新たに導入され、SMTPベースのネットワークとの連携を初めて実現した。SMTPリレーが別途必要だったMicrosoft Mailとは異なり、Exchange Server 5.0はInternet Mail Connectorというアドインを使って、直接SMTPベースのサーバと通信可能であった。また、Exchange Web AccessというWebメールインタフェースも新たに導入された。ただし、これは後にOutlook Web Accessと改称し、サービスパックに入れられた。5.0に対応して、その新機能をサポートしたMicrosoft Outlook 8.01、Microsoft Exchange Client 5.0、Microsoft Schedule+ 7.5がリリースされた。

### Exchange Server 5.5
1997年11月にリリースされた。スタンダード・エディションとエンタープライズ・エディションがある。これらは、データベースの大きさ、メール転送機能、クラスタリング機能などで差がある。スタンダード・エディションは従来版と同じ16GBというデータベースの制限があるが、エンタープライズ・エディションではこれが8TBに拡張されていた（ただし、マイクロソフトは100GBを越えた構成を推奨していない）。BackOffice 4.0/4.5にも同梱された。

#### エディション
Standard Edition
以前のバージョンのExchange Serverと同じ16GBのデータベースサイズ制限があった。Site Connector、MS Mail Connector、Internet Mail Service（Internet Mail Connector から改称）、Internet News Service（Internet News Connector から改称）、cc:Mail/GroupWise/Lotus Notesといったソフトウェアとの連携機能がある。エンタープライズ・エディションにはさらに、X.400 Connector、IBMのSNADSやPROFSとの連携機能がある。
Enterprise Edition
データベースサイズの上限は16 TB（ただし、マイクロソフトのベストプラクティスドキュメントでは、メッセージストアが100 GBを超えないように推奨されている）。2ノードのクラスタリング機能が導入された。その他の新機能として、予定表をサポートしたOutlook Web Access、IMAP4とLDAP v3クライアントのサポート、削除されたアイテムの復旧機能がある。このバージョンまで、Exchange Serverには内蔵のディレクトリとSMTP/NNTPサービスが含まれていた。Outlook 8.03が対応するクライアントとしてリリースされたが、Exchange ClientとSchedule+は対応バージョンがリリースされなかった。

### Exchange Server 2000
2000年11月29日にリリースされた。開発コード名 Platinum。このバージョンでは様々な制限が解除された。例えば、データベースのサイズ制限が緩和され、クラスタは2ノードから4ノードに拡張された。しかし、Active Directoryが必須となったためにアップグレードできない顧客が続出した。つまり、以前はディレクトリサービスを内蔵していたのだが、2000 ではActive Directoryなしでは機能しなくなったのである。Exchange Server 5.5から移行する場合、5.5の動作するシステムと2000をインストールするサーバは別に必要であり、そうしないとディレクトリの内容を変換できない。インスタントメッセージのサポートも追加されたが、後にMicrosoft Office Live Communications Serverとして分離されている。Exchange Server 2003で従来版からの移行がかなり容易になった。このため、Exchange Server 5.5のユーザーは2003のリリースを待ったところが多い。また、アップグレードするには、サーバのOSをWindows 2000にする必要があった。顧客によっては、マイクロソフトのサポートが得られないExchange Server 5.5とWindows NT 4.0の組合せに留まる選択をしたところもある。この製品発表会では、アクティブ/アクティブ型のクラスタ対応を宣伝するため、黒山羊と白山羊を模した自動メール発信を動作させておき、障害が発生しても問題が発生しないことをアピールしようとした。このパフォーマンス中、サーバの電源を引き抜き、障害を発生させたが、送信メール数と受信メール数が合わず、エラーにもならず、メールをロストしてしまったという、失態を演じた。
BackOffice Server 2000にも同梱された。

### Exchange Server 2003
2003年9月28日リリース。開発コード名 Titanium。Windows 2000 Server（ただし、SP4）と、32ビットのWindows Server 2003で動作するが、前者では新機能の一部が機能しない。各種互換モードを備えており、ユーザーが徐々に移行できるようにしている。これは、多数のExchange Serverを稼動させていて、移行のためにサービスを停止できない企業などで重宝された。
Exchange Server 2003の新機能の一つとして、ダウン時の復旧を高速化した点が挙げられる。これは、メッセージストアがバックアップから復旧される前から新規メールのやり取りを可能としたものである。Mobile Information Server 2001 / 2002の機能の一部もExchange Serverに取り入れられた。例えば、Outlook Mobile AccessやActiveSyncのサーバ側などである（Mobile Information Server はその後開発中止となった）。ウイルスおよびスパム対策も強化され、フィルタリングソフト向けのAPIの追加、SPFおよびDNSBLフィルタリングの基本部分の組み込みがなされている。メッセージ / メールボックス管理ツールも強化され、管理者の作業時間短縮に寄与している。インスタントメッセージと Exchange Conferencing ServerはLive Communication Server（その後Microsoft Office Communications Serverに改名）に分離され別製品となったため、完全に除かれた。マイクロソフトはグループウェアとしての機能を、Microsoft Office、Microsoft Office Live Communications Server、Microsoft Live Meeting、Microsoft Office SharePoint Server の組合せで実現するという方向となっている。このため、Exchange Serverは、電子メールと予定表だけを分担するようになっている。
Exchange Server 2003には、スタンダード・エディションとエンタープライズ・エディションがある。スタンダード・エディションはサーバ毎に1つのメッセージ・データベースをサポートし、データベースは最大16GBである。SP2では最大75GBに拡張されたが、デフォルトは18GBとなっており、それ以上に設定するにはレジストリを編集する必要がある。エンタープライズ・エディションでは最大 16TB であり、最大5つのデータベースからなるストレージグループをサーバ内に最大4つ持つことができる（合計で20個のデータベース）。
Windows Small Business Server 2003にはExchange Server 2003も含まれるが、32ビット版だけであり、64ビット版では動作しない。
Exchange Serverの使うRPCプロトコルは独自のもので、APIしか公開されていない (MAPI)。これは、Microsoft Outlookクライアントで使うべく設計された。Exchange Server上の電子メールはPOP3とIMAP4でアクセスでき、Mozilla ThunderbirdやLotus Notesといったクライアントでも使える。OutlookとEvolutionはExchange Server特有の機能にも対応したクライアントである。Macintosh用のMicrosoft Entourageも最新版ではExchange Server特有の機能の大部分をサポートしている。ウェブブラウザからメールボックスにアクセスすることもでき、これをOutlook Web Access (OWA) と呼ぶ。また、Exchange Server 2003はモバイル版OWA (Outlook Mobile Access, OMA) もサポートしている。
Windows Mobile 5.0 AKU2以降では、Exchange Server 2003 SP2と組み合わせて、プッシュ型電子メールをサポートしている。

### Exchange Server 2007
2006年12月7日リリース。Exchange Server 2003以降、マイクロソフトの方向性は不明だった。2005年に何らかの改良がリリースされる予定が立てられたが、中止されている。Exchange Server 2007がリリースされたのは2006年末であった。ボイスメールとの連携、ウェブサービス検索強化、フィルタリング強化、新たなOutlook Web Accessインタフェースなどが含まれる。
64ビットのx64版のWindows Serverでのみ動作する。サポートは得られないが、32ビットの試用版がダウンロード可能となっている。32ビットのハードウェアでExchange Serverを使っている顧客は、ハードウェアの置換が必要となるし、64ビットのハードウェアを使っている顧客でも、OSを64ビット版にしないと移行できない。
ベータ版は2005年12月にリリースされたが、ベータテストを行ったサイトはごく少ない。広範囲に配布されるベータ版は（開発チームのブログによれば）2006年3月に公開された。2006年4月25日、マイクロソフトはExchange Serverの次期バージョンがExchange Server 2007となることを発表した。

#### 主な強化点
マイクロソフトによれば、強化点は以下の通り。
- 保護機能: アンチスパム、アンチウイルス、法令順守、クラスタリングによるデータ複製、セキュリティと暗号の強化
- アクセスの強化: 予定表強化、統合メッセージング、モバイル対応強化、ウェブアクセス強化
- IT効率強化: 64ビット化によるスケーラビリティと性能、コマンドシェルと単純なGUI、展開強化、サーバーロール分離、ルーティングの単純化
- Exchange Management Shell: 管理者向けの新たなコマンド行シェルとスクリプト言語（Windows PowerShellベース）。GUIでできることは全て実行可能であり、日々の作業でよく実施するものをスクリプト化することが可能。375種のコマンドを備えている[13]。
- 統合メッセージング: ボイスメール、電子メール、ファックスを統合的に利用可能。また、メールボックスに携帯機器や電話からアクセス可能。
- データベースサイズの制限を解除。ハードウェアおよびOSの限界までの大きさのデータベースを利用可能。
- サーバ毎のストレージグループ数とデータベース数を拡大。スタンダード・エディションでは5個まで、エンタープライズ・エディションでは50個まで。
- Outlook 2007との組み合わせにより階層型アドレス帳機能をサポート。

#### エディション
Standard Edition
最大5つのストレージグループに5つのデータベースを含めることができる。LCR（ローカル連続レプリケーション）およびSCR（スタンバイ連続レプリケーション）をサポートする。
Enterprise Edition
最大50のストレージグループ内の50のデータベースを含めることができる。LCR（ローカル連続レプリケーション）、SCR（スタンバイ連続レプリケーション）、SCC（シングルコピークラスタリング）、およびCCR（クラスター化連続レプリケーション）をサポートする。

### Exchange Server 2010
2009年11月2日リリース。ベータ版は2009年4月にリリースされた。マイクロソフトが推進するクラウドコンピューティングである、ソフトウェア プラス サービス (S+S) に対応した最初のリリース。マルチテナント型で提供されるクラウドコンピューティングサービスであるMicrosoft Exchange Onlineを意識したつくりになっている。

#### 主な強化点
- Outlook Web Appの機能向上: リッチクライアントであるOutlookとの使い勝手の差がより小さくなった。複数の人の予定を一画面で表示させることも可能になった。
- トランスポート保護ルール: メール送信時に、特定の条件に当たる場合は、自動的にInformation Rights Management (IRM) 保護を適用することが可能。
- 個人用アーカイブ機能: 従来はPSTファイルとしてローカルに保存していた過去のメールをサーバー上に保存する機能が実装された。
- マルチメールボックス検索: 管理者が複数のメールボックスを検索することが可能。
- メールヒント: Outlook Web AppやOutlook 2010でメールを編集している場合、メールの送信時に、組織外部のメールアドレスが含まれていたり、配布リストに多人数のメールアドレスが含まれていたり、という特定の条件に当たる場合は、警告メッセージを表示する。

#### エディション
いくつかの高可用性オプションがExchange Server 2010では1つ（メールボックスの復元）に統合され、Standard EditionとEnterprise Editionの両方で提供されるようになった。ローカル連続レプリケーション、スタンバイ連続レプリケーション、およびクラスター連続レプリケーションの機能が、Exchange 2010のメールボックス復元機能に統合された。これらの機能により、高可用性とディザスタリカバリへの簡素化されたアプローチが可能になった。Standard Editionは、最大5つのデータベースをサポートし、各データベースは最大サイズ16TBに制限される。Enterprise Editionは、サイズ制限なしで最大100のデータベースをサポートする。
ストレージグループは、Exchange 2010以降で廃止された。
2011年1月、Microsoft Exchange Server 2010は、InfoWorldの2011 Technology of the Year Award for Best Mail Serverを受賞した。

### Exchange Server 2013
2012年10月11日に製造工程にリリースされた。

#### 主な強化点
新機能は次の通り。
- OWAでのオフラインサポート: 次に接続が復元されたときに、電子メールとアクションが自動的に同期される。
- クライアント接続: CASロールは、Exchange 2013のすべてのクライアントの接続ポイントである。
- パブリックフォルダー: 2013年に、パブリックフォルダーはメールボックスデータベースの一部になり、DAGを使用して高可用性が実現された。
- サイトメールボックス: Exchangeの電子メールとSharePointドキュメントをまとめる。
- Outlook Web App: デスクトップ、タブレット、および携帯電話のブラウザー用に最適化された3つの異なるUIレイアウトを提供する。
- カスタマイズ機能: Office MarketplaceのアプリをOutlookとOWAに統合できる。（マイクロソフトとパートナーが新しいOfficeストアを介してAgavesアドインを利用できるようにする）新しい「Napa」ツールやHTML5は、開発者がこれらを構築するためのマイクロソフトの推奨方法である。
- Exchange管理センター（EAC）: Exchange管理コンソールをWebベースのExchange管理センター（EAC）に置き換えた。
- 最大8TBのディスクのサポート: データ可用性グループ（DAG）管理によるディスクごとの複数のデータベース。
- 組み込みの基本的なマルウェア対策保護: 管理者がEAC内から設定を構成および管理する機能。（注：この機能は、オフにするか、置き換えるか、「多層防御のためのExchange Online Protectionなどのプレミアムサービスと組み合わせる」ことができる）。
- 新しいデータ損失防止機能（DLP）: 「機密データ」を識別して保護する機能。DLPポリシーは、PIIやPCIなどの規制基準に基づいています。また、Outlook 2013の新しいポリシーのヒントを設定して、潜在的なポリシー違反についてユーザーに通知することができる。
- インプレース電子情報開示: 単一のインターフェイスからExchange、SharePoint、およびLync（その後Skype for Business）全体で実行できる。
- サーバーロールの統合: サーバーロールの数を、クライアントアクセスサーバーとメールボックスサーバーのロールの2つに減らした。
- 高速検索: Exchange 2013マネージドストアに統合され、（マイクロソフトサーバー全体で）より一貫性のあるインデックス作成と検索のエクスペリエンスを提供する。
- マネージドストア: 書き換えられたインフォメーションストアプロセスの名前。現在はC#で記述されている。
- レプリケーション: パブリックフォルダーはメールボックスデータベースに保存されるようになり、データベース可用性グループを利用してレプリケーションと高可用性を実現できる。
- データ損失防止: トランスポートルールに統合できる機能。

### Exchange Server 2016
2015年10月1日に一般提供開始（GA）された。

#### 主な強化点
- サーバーロールの統合: サーバーロールの数をメールボックスサーバーとエッジトランスポートの2つに減らした。
- Outlook on the Web（以前のOutlook Web App）: Web UIの変更。
- Office 365とのハイブリッド: Exchange 2013に含まれていたハイブリッド構成ウィザード（HCW）は、クラウドベースのアプリケーションとなった。Exchange 2016でハイブリッド展開構成を選択すると、ウィザードをアプリとしてダウンロードしてインストールするように求められる。
- メッセージングポリシーとコンプライアンス: 新しいDLPとアーカイブ/保持/電子情報開示機能。

### Exchange Server 2019
Exchange Server 2019は2018年10月にリリースされた。SharePoint ServerやSkype for Business Serverなどの他のOffice Server 2019製品とは異なり、Exchange Server 2019はWindows Server 2019にのみ展開できる。重要な新機能の1つはExchange Serverが初めてWindows Server Coreにインストールできるようになったことである。さらに、マイクロソフトはExchangeのユニファイドメッセージング機能を廃止した。これによりSkype for Businessのオンプレミスのユーザーは、Azureクラウドボイスメールなどのボイスメールの代替ソリューションを使用する必要がある。ユニファイドメッセージングは、Exchange Plan 2ライセンスが必要なExchange Onlineで引き続き提供されている。
プレリリースは7月25日に行われた。

#### 主な強化点
- セキュリティ: Windows Server Coreへのインストールに対応。
- パフォーマンス: 最大48個のプロセッサコアと256GBのRAMを備えたExchange Serverの実行をサポート。

#### 削除された機能
- ユニファイドメッセージング

## クラスタリングと高可用性
Exchange Server Enterprise Editionは、Windows 2000 Serverでは4ノードまでのクラスタ、Windows Server 2003では8ノードまでのクラスタをサポートしている。Exchange Server 2003はアクティブ/アクティブ型クラスタも導入しているが、その場合は2ノードクラスタのみである。アクティブ / アクティブ型では、同時に両方のサーバが利用できる。より一般的なアクティブ/パッシブ型は、クラスタ内に現用系のフェイルオーバーのための待機系が存在する。待機系は現用系で障害が発生するときのために待機状態にある。アクティブ / アクティブ型については性能問題があることがわかり、マイクロソフトも現在では利用を推奨していない。実際、Exchange Server 2007 では、アクティブ / アクティブ型クラスタはサポートされていない。
Exchangeのクラスタリングは、同じ物理データのノード間での共有方法が問題視されてきた。クラスタリングによってExchange Serverは「アプリケーション」として多重化されるが、「データ」は多重化されない。この場合、データが「単一故障点」となるが、マイクロソフトはこれを "Shared Nothing" と説明している。ただし、この隙間をISVやストレージ企業が様々な手法で埋めてきた。Exchange Server 2007 では、新たなクラスタリング構成を導入し、従来の "shared data model" の問題点に対処している。
Exchange Server 2007では、SQL Serverの"Log Shipping"に基づいた非同期レプリケーションを、CCR（クラスタ連続レプリケーション）として組み込みでサポートしている。これは、MSCS MNS(Microsoft Cluster Service - Major Node Set) を使ったもので、共有ストレージを必要としない。このようなクラスタは安価に構成でき、遠隔のデータセンタ間でクラスタを構成可能で、サイト全体の災害などにも対応できる。CCRクラスタは、2ノードでのみ構成可能で、追加のファイル共有証人としての "voter node" が第三のノードとして追加可能である。voter nodeはスプリットブレインシンドロームを防ぐもので、一般にHub Transport Server上でファイル共有する。
第二のクラスタ形態は、以前のバージョンから可能だったもので、現在はSCC（シングルコピークラスタ）と呼ばれている。Exchange Server 2007では、CCRもSCCも展開が簡略化され、Exchange Serverのインストール時にクラスタとしての構成が可能である。LCR（ローカル連続レプリケーション） は "poor man's cluster"（貧者のクラスタ）とも呼ばれる。これは、データのレプリケーションを同じサーバ上の別の装置に行うもので、ストレージの故障に対応できる。しかし、サーバそのものが故障した場合には対応できない。
2007年11月、マイクロソフトはExchange Server 2007のSP1をリリースした。このサービスパックには新たな高可用機能 SCR（スタンバイ連続レプリケーション）が含まれている。CCRでは両サーバがWindowsクラスタに属していなければならなかったが、SCRではクラスタ化されていないサーバにレプリケーション可能であり、遠隔地のデータセンタへのレプリケーションが容易である。
Exchange Server 2010で、マイクロソフトはデータベース可用性グループ（DAG）の概念を導入した。DAGには、DAGのメンバーになるメールボックスサーバーが含まれている。メールボックスサーバーがDAGのメンバーになると、そのサーバー上のメールボックスデータベースをDAGの他のメンバーにコピーすることができる。メールボックスサーバーがDAGに追加されると、フェールオーバークラスタリングのWindowsロールがサーバーにインストールされ、必要なすべてのクラスタリングリソースが作成される。

## ライセンス
Windows Server製品と同様に、Exchange Serverには、Windows CALに追加でクライアントアクセスライセンスが必要になる。Enterprise Agreement (EA) などの企業ライセンス契約には、Exchange Server CALが含まれている。また、Core CALスイートの一部として提供される。Windows Serverやマイクロソフトの他のサーバー製品と同様に、ユーザーCALまたはデバイスCALのどちらを使用するかを選択できる。デバイスCALは、1人以上のユーザーが使用できるデバイス（ワークステーション、ラップトップ、またはPDA）に割り当てられる。ユーザーCALはユーザーに割り当てられ、ユーザーが任意のデバイスからExchangeにアクセスできるようになる。ユーザーCALとデバイスCALの価格は同だが、使われ方は異なる。
Microsoft Exchangeのホスティングを検討しているサービスプロバイダーの場合、マイクロソフトが従来のCALの代わりに月額サービス料金制のサービスプロバイダーライセンス契約（SPLA）を利用できる。Exchange CALには、Exchange CAL StandardとExchange CAL Enterpriseの2種類がある。Enterprise CALは、Standard CALのアドオンライセンスである。
Standard CALとEnterprise CALの違いはクライアントユーザー側で利用できる機能の違いであり、サーバ側のExchange Server Standard EditionとEnterprise Editionのどちらのエディションを使えるかとは関係がないので注意が必要である。

## クライアント
Microsoft Exchange Serverは、Microsoft Outlookと一緒に使うために設計されている、MAPI/RPCと呼ばれる独自のリモート・プロシージャ・コール（RPC）プロトコルを使う。Exchange Serverの独自機能は、Microsoft OutlookをはじめとしてEvolution、Hiriなどのクライアントソフトウェアから利用できる。Thunderbirdは、Owlプラグインを介してExchange Serverにアクセスできる。
MAPIプロトコルの代替であるExchange Webサービス（EWS）は、Exchange Server 2007で導入された、仕様が文書化されているSOAPベースのプロトコルである。Exchange Webサービスは、リリース以降、最新バージョンのMicrosoft Entourage for MacおよびMicrosoft Outlook for Macで使用される。Mac OS X Snow Leopardを実行しているMacコンピュータには、アップルのメールアプリケーションを介したこのテクノロジのサポートが含まれる。
Exchange Serverでホストされている電子メールには、Windows Live メール、Mozilla Thunderbird、Lotus Notesなどのクライアントを使用して、POP3およびIMAP4プロトコルを使用してアクセスすることもできる。これらのプロトコルはサーバ側で有効にする必要がある。Exchange Serverメールボックスには、Outlook Web App（OWA）を使用してWebブラウザーからアクセスすることもできる。Exchange Server 2003は、Outlook Mobile Access（OMA）と呼ばれるモバイルデバイス用のOWAのバージョンも備えていた。
Microsoft Exchange Server 5.0までは、Microsoft Exchange Clientが電子メールクライアントとして同梱されていた。バージョン5.0以降は、Microsoft Outlookが替わりに同梱された。Microsoft OutlookはMicrosoft Office 97以降に同梱されている。Outlook 97がリリースされたとき、Exchange Client 5.0はまだ開発中であり、後でExchange Server 5.0の一部としてリリースされる予定であった。これは、主にOutlookがWindowsでしか利用できなかったためである。その後、Exchange Server 5.5では、Exchange Clientが廃止され、Outlookが唯一のExchangeクライアントになった。Exchange Server 5.5の一部として、Outlookは他のプラットフォーム用にリリースされた。
Windows 95の「受信トレイ」クライアントもMAPIを使用し、やはり「Microsoft Exchange」と呼ばれていた。混乱を避けるために、Exchange ServerをサポートしていないExchange Clientの簡略版がWindows Messagingとしてリリースされた。Windows Messagingは、Windows 95 OSR2、Windows 98、Microsoft Windows NT 4.0に含まれていた。しかし、SMTP、IMAP、POP3などのメール標準規格への移行と、これらのすべてをWindows MessagingよりもOutlook Expressの方がうまく実装していたため、Windows Messagingは廃止された。

### Exchange ActiveSync
Exchange ActiveSync（EAS）のサポートがMicrosoft Exchange Server 2003で追加された。Exchange ActiveSyncを使うと、Windows Mobileデバイスやスマートフォンのような準拠デバイスで直接Exchange Serverと安全にメール、連絡先などのデータを同期することができた。ノキアやアップルなどの企業がExcahnge ActiveSyncに対応し、デバイスのセキュリティとコンプライアンス機能の高さから、Excahnge ActiveSyncは企業向けモバイルアクセスの標準としてよく使われるようになった。
プッシュ型電子メールのサポートは、Exchange Server 2003 Service Pack 2で追加され、Windows Phone 7 、iPhone、Android電話でサポートされたが、特にmacOS上のアップルのネイティブメールアプリではサポートされなかった。
Exchange ActiveSyncポリシーを使用すると、管理者は、組織に接続できるデバイスを制御したり、機能をリモートで非アクティブ化したり、紛失または盗難にあったデバイスをリモートワイプすることができる。

## Exchangeのホスティング
Exchange Serverの管理は、特に1台以上のExchane ServerとActive Directory同期サーバーの両方を実行する部分が複雑であるため、利用したい組織がホスティングサービスの形態で購入できることは魅力的な選択肢となる。

### サードパーティによるExchangeホスティング
Exchangeホスティングサービスは、多くのプロバイダーから10年以上にわたっ提供されていたが、2018年6月の時点で、多くのプロバイダーがサービスを「クラウドコンピューティング」またはSaaSとして販売している。Exchangeホスティングにより、Microsoft Exchange Serverをインターネット上（クラウドとも呼ばれます）で提供することができ、自社でシステムを社内で構築する代わりに「Hosted Exchange Serverプロバイダー」に管理を行ってもらうことができる。

### Exchange Online
Exchange Onlineは、マイクロソフト自身がExchange Serverをホスティングしてクラウドサービスとして提供する。オンプレミスのExchange Serverと同じテクノロジに基づいて構築されており、Exchange Serverインスタンスをホストするサードパーティプロバイダーと基本的に同じサービスを提供する。
顧客は、ハイブリッド展開でオンプレミスとオンラインの両方のオプションを組み合わせることも選択できる。ハイブリッド実装は、Exchange Onlineへの完全な移行を行う必要性や緊急性がない組織に人気があり、クラウドへの電子メールの完全移行を遅らせることができる。
ハイブリッドツールは、レプリカデータを使用してクラウドのユーザーエクスペリエンスを報告することに加えて、Microsoft Exchange、Lync、SharePoint、Windows、およびActive Directoryサーバーのメインスタックをカバーできる。

#### 歴史
Exchange Onlineは、2005年に早期利用顧客向けに、顧客専用のホスティング環境で最初に提供された。 マイクロソフトは、2008年11月にBusiness Productivity Online Standard Suiteの一部としてExchange Onlineのマルチテナントバージョンをリリースした。 2011年6月、Microsoft Office 365の商用リリース開始の一環として、Exchange OnlineはExchange Server 2010ベースに更新された。 
Exchange Server 2010は、オンプレミスのサーバ製品とExchange Onlineサービス用に同時に開発された。